# Juliet (THE ALFEEの曲)
「Juliet」（ジュリエット）は、2001年8月21日に発売されたTHE ALFEE49枚目のシングル。

## 概要
テレビ朝日系『すしあざらし』テーマソング及び同局の『T×2SHOW』主題歌となり、ダブルタイアップ。
カップリング曲は「2001年大阪国際女子マラソン」イメージソング。
1994年10月20日同日発売された41枚目「冒険者たち」42枚目「エルドラド」以来の桜井賢がリード・ヴォーカルを担当しないシングルである。
本作はパンク・ロックな仕上がりの曲で、翌月発売のアルバム『GLINT BEAT』にも同じくパンク・ロック曲が多く収録された。アルバムからの先行シングルの位置付けに思われたが、収録は見送られた。

## 収録曲
全曲　作詞・作曲：高見沢俊彦　編曲：THE ALFEE
1. Juliet
2. Change the wind
3. Juliet (Original Instrumental)

## 品番
- TOCT-4300 971円（税抜価格）

## 関連作品
- 『THE ALFEE 30th ANNIVERSARY HIT SINGLE COLLECTION 37』 - 「Juliet」のリミックス・ヴァージョンを収録。
- 『THE ALFEE 30th ANNIVBERSARY VIDEO CLIPS Ⅱ』（DVD 2004年9月15日） - 「Juliet」のプロモーションビデオを収録。後にBlu-ray版が再発売された。